# SKET DANCEのディスコグラフィ
SKET DANCEのディスコグラフィ（スケット・ダンスのディスコグラフィ）では、 テレビアニメ『SKET DANCE』の関連CDについて記述する。レーベルはavex entertainment。

## ドラマCD
原作者の篠原健太監修のオリジナルストーリーが展開されており、どちらも本編とショートストーリー2本で構成されている。メインストーリーは、Vol.1は「運命の樅の樹」のペンキ事件の捜査、Vol.2がスケット団と生徒会執行部による対決が描かれている。
Vol.1のキャストボイスはキャスト紹介のみだが、Vol.2のキャストボイスはキャスト紹介に加えて声優によるストーリーの感想などのインタビューが収録された。
ディスクジャケットイラストは、篠原健太の描き下ろしイラスト。また、封入特典としてイラスト付ポストカードが同梱された。

### Vol.1
1. 部活アピッてPR!
2. 特訓!自己紹介!!
3. 運命の樅の樹の伝説
4. 容疑者はアイツ?
5. 彼と彼女の囮作戦!
6. 犯人は?
7. もう一つの解 〜恋の行方〜
8. 吉備津百香のお久しブリッツ☆編
9. ある日の定例会議編
10. キャストロール

### Vol.2
1. プロローグ・きっかけは小競り合い
2. 第1回戦!
3. 第1回戦!2
4. 第2回戦!
5. 第3回戦!
6. 第3回戦!2
7. エピローグ・後日談
8. ヌスットダンス 鶉の章編
9. ヌスットダンス 鶉の章編2
10. スイッチ、ある日の休日編
11. スイッチ、ある日の休日編2
12. キャストボイス

## キャラクターソング

### カイメイ・ロック・フェスティバル
テレビアニメ『SKET DANCE』第17話「スケッチブック」で演奏されたキャラクターソングのフルサイズを収録。なお、「豪華絢爛ヤバヤバス!」のみ第16話「カイメイ・ロック・フェスティバル」の挿入歌としても使用された。また、The Sketchbookの「道」はテレビサイズバージョンとして収録されている。
各バンドのボーカルは、ダンテ、Jソン先生、早乙女浪漫、矢場沢萌、小田倉くん、榛葉道流であり、各キャラクターを演じているGACKT、小杉十郎太、茅野愛衣、豊口めぐみ、堂坂晃三、野島健児が唄っている。なお、ダンテ役のGACKTにとっては初のキャラクターソングとなった。
ボーナストラックとして「豪華絢爛ヤバヤバス!」のヤバスver、「Respect A Policy」、「どりぃみんぐ☆らぶ」、「Aegis 〜君を守る盾〜」のLIVE MIX verが収録されている。ディスクジャケットには、ボッスン、ヒメコ、スイッチが描かれている。初回封入特典としてオリジナルステッカーが封入されている。
2011年10月10日付のオリコン週間アルバムチャートで117位を獲得した。
収録曲
1. 道（TV size edit.） [1:34]
歌：The Sketchbook
作詞：Rock the tiger、作曲・編曲：tatsuo
2. Aegis 〜君を守る盾〜 [5:23]
歌：ザ・生徒会バンド [Vo:榛葉道流（CV:野島健児）]
作詞：Rock the tiger、作曲・編曲：AYANO
3. 豪華絢爛ヤバヤバス! [4:57]
歌：YABASAWABOOKS [Vo:矢場沢萌（CV:豊口めぐみ）]
作詞：Noria、作曲・編曲：酒井陽一
4. どりぃみんぐ☆らぶ [3:55]
歌：ROMAN [Vo:早乙女浪漫（CV:茅野愛衣）]
作詞：Noria、作曲・編曲：鳴瀬シュウヘイ
5. Falsehood Venus [4:42]
歌：教員バンド [Vo:Jソン先生（CV:小杉十郎太）]
作詞：Rock the tiger、作曲・編曲：AYANO
6. Respect A Policy [3:15]
歌：ch-ch [Vo:小田倉くん（CV:堂坂晃三）]
作詞：Rock the tiger、作曲・編曲：鳴瀬シュウヘイ
7. 豪華絢爛ヤバヤバス!（ヤバス ver.） [1:53]
歌：YABASAWABOOKS [Vo:矢場沢萌（CV:豊口めぐみ）]
作詞：Noria、作曲・編曲：酒井陽一
8. Respect A Policy（LIVE MIX ver.） [2:34]
歌：ch-ch [Vo:小田倉くん（CV:堂坂晃三）]
作詞：Rock the tiger、作曲・編曲：鳴瀬シュウヘイ
9. どりぃみんぐ☆らぶ（LIVE MIX ver.） [3:10]
歌：ROMAN [Vo:早乙女浪漫（CV:茅野愛衣）]
作詞：Noria、作曲・編曲：鳴瀬シュウヘイ
10. Aegis 〜君を守る盾〜（LIVE MIX ver.） [4:18]
歌：ザ・生徒会バンド [Vo:榛葉道流（CV:野島健児）]
作詞：Rock the tiger、作曲・編曲：AYANO
11. Funny Bunny [3:17]
歌：The Sketchbook
作詞・作曲：山中さわお、編曲：tatsuo
12. 生きとし生けるすべてに告ぐ（KRF edit.）  [1:41]
歌：JardiN [Vo:ダンテ（CV:GACKT）]
作詞：藤林聖子、作曲・編曲：Ryo

### キャラット・ダンス♪
2011年12月16日に発売。発売形態は「Boy's side」、「Girl's side」、通常盤の3形態でのリリース。なお、収録曲は通常盤に収録されている楽曲が「Boy's side」、「Girl's side」にそれぞれ男女別に収録されている。また、2011年12月17日、12月18日に幕張メッセで開催された『ジャンプフェスタ2012』でジャンプフェスタ2012限定盤も限定発売された。
アニメロミックス、アニメロうた、テレビアニメ公式サイトで、本作に収録されているキャラクターソング内のトーナメントが開催され、準決勝まで勝ち抜いた藤崎佑助、椿佐介、笛吹和義、安形惣司郎のキャラクターソング「パーリー!ハレルヤ!」がテレビアニメ第4期のエンディングテーマとして起用された。なお、同曲はDVD『体験入学版』に同梱された特典CDに1コーラスバージョン、DVDの特典映像にフラッシュアニメが収録された。
通常盤、ジャンプフェスタ2012限定盤のディスクは2枚組の構成になっており、1枚目はキャラクターソングが収録されたCD、2枚目はキャラクターソングのフラッシュアニメが収録されたDVDの構成になっている。また、フラッシュアニメの映像はテレビアニメの公式サイトで配信された映像である。
ディスクジャケットには藤崎佑助、椿佐介、笛吹和義、鬼塚一愛、安形惣司郎、丹生美森、浅雛菊乃、榛葉道流、吉備津百香、武光振蔵、早乙女浪漫、高橋千秋、結城澪呼、矢場沢萌、小田倉、山野辺邦夫が描かれている。また、「Boy's side」には男性キャラクター、「Girl's side」には女性キャラクターが、ジャンプフェスタ2011限定盤は通常盤と異なるイラストが描かれている。
2011年12月26日付のオリコン週間アルバムチャートで267位を獲得した。
収録曲（通常盤、ジャンプフェスタ2012限定盤）
1. Smile & Smash [2:28]
歌：鬼塚一愛（白石涼子）
作詞：Rock the Tiger、作曲・編曲：tatsuo
2. 理想郷 [2:44]
歌：椿佐介（下野紘）
作詞：Rock the Tiger、作曲・編曲：大場敏朗
  - 第67話挿入歌
3. 魔法のペテン師 リアリティ☆マジ 〜小田倉くんが歌ってみた〜 [2:39]
歌：小田倉（堂坂晃三）
作詞：Noria、作曲・編曲：酒井陽一
4. Kiss Miss YABASS! [3:12]
歌：矢場沢萌（豊口めぐみ）
作詞：Rock the Tiger、作曲・編曲：大場敏朗
5. 君が好き [5:11]
歌：榛葉道流（野島健児）
作詞：Rock the Tiger、作曲・編曲：AYANO
6. 武士節 〜もののふぶし〜 [2:34]
歌：武光振蔵（三宅健太）
作詞：Rock the Tiger、作曲・編曲：鳴瀬シュウヘイ
7. All things,All need [3:28]
歌：笛吹和義（杉田智和）
作詞・作曲・編曲：鳴瀬シュウヘイ
8. おかると あらかると [3:09]
歌：結城澪呼（折笠富美子）
作詞：Rock the Tiger、作曲・編曲：大場敏朗
9. 全開!乙女フィルター [3:00]
歌：早乙女浪漫（茅野愛衣）
作詞：Rock the Tiger、作曲・編曲：大場敏朗
  - 第68話挿入歌
10. 何スカ?ロンスカ?ロックンロール?! [2:37]
歌：吉備津百香（井上麻里奈）
作詞：Rock the Tiger、作曲・編曲：AYANO
  - 第42話挿入歌
11. スローライフ バトリッシュ [2:37]
歌：山野辺邦夫（檜山修之）
作詞：Rock the Tiger、作曲・編曲：酒井陽一
12. 集中ビュビュビューン! [2:07]
歌：藤崎佑助（吉野裕行）
作詞・作曲・編曲：鳴瀬シュウヘイ
13. 置き物ラプソディ [4:13]
歌：安形惣司郎（関智一）
作詞：Noria、作曲・編曲：大場敏朗
14. D.O.S [3:20]
歌：浅雛菊乃（小林ゆう）
作詞：Noria、作曲・編曲：AYANO
15. お気になさらずお気持ちです [2:18]
歌：丹生美森（高本めぐみ）
作詞：Noria、作曲・編曲：大場敏朗
  - 第74話挿入歌
16. 誓いの白球 [2:00]
歌：高橋千秋（佐藤聡美）
作詞：Rock the Tiger、作曲・編曲：酒井陽一

収録曲（Boy's side）
1. 集中ビュビュビューン! [2:07]
歌：藤崎佑助（吉野裕行）
作詞・作曲・編曲：鳴瀬シュウヘイ
2. All things,All need [3:28]
歌：笛吹和義（杉田智和）
作詞・作曲・編曲：鳴瀬シュウヘイ
3. 武士節 〜もののふぶし〜 [2:34]
歌：武光振蔵（三宅健太）
作詞：Rock the Tiger、作曲・編曲：鳴瀬シュウヘイ
4. スローライフ バトリッシュ [2:37]
歌：山野辺邦夫（檜山修之）
作詞：Rock the Tiger、作曲・編曲：酒井陽一
5. 魔法のペテン師 リアリティ☆マジ 〜小田倉くんが歌ってみた〜 [2:39]
歌：小田倉（堂坂晃三）
作詞：Noria、作曲・編曲：酒井陽一
6. 理想郷 [2:44]
歌：椿佐介（下野紘）
作詞：Rock the Tiger、作曲・編曲：大場敏朗
  - 第67話挿入歌
7. 君が好き [5:11]
歌：榛葉道流（野島健児）
作詞：Rock the Tiger、作曲・編曲：AYANO
8. 置き物ラプソディ [4:13]
歌：安形惣司郎（関智一）
作詞：Noria、作曲・編曲：大場敏朗

収録曲（Girl's side）
1. Smile & Smash [2:28]
歌：鬼塚一愛（白石涼子）
作詞：Rock the Tiger、作曲・編曲：tatsuo
2. Kiss Miss YABASS! [3:12]
歌：矢場沢萌（豊口めぐみ）
作詞：Rock the Tiger、作曲・編曲：大場敏朗
3. おかると あらかると [3:09]
歌：結城澪呼（折笠富美子）
作詞：Rock the Tiger、作曲・編曲：大場敏朗
4. 全開!乙女フィルター [3:00]
歌：早乙女浪漫（茅野愛衣）
作詞：Rock the Tiger、作曲・編曲：大場敏朗
  - 第68話挿入歌
5. 何スカ?ロンスカ?ロックンロール?! [2:37]
歌：吉備津百香（井上麻里奈）
作詞：Rock the Tiger、作曲・編曲：AYANO
  - 第42話挿入歌
6. D.O.S [3:20]
歌：浅雛菊乃（小林ゆう）
作詞：Noria、作曲・編曲：AYANO
7. お気になさらずお気持ちです [2:18]
歌：丹生美森（高本めぐみ）
作詞：Noria、作曲・編曲：大場敏朗
  - 第74話挿入歌
8. 誓いの白球 [2:00]
歌：高橋千秋（佐藤聡美）
作詞：Rock the Tiger、作曲・編曲：酒井陽一

DVD（通常盤、ジャンプフェスタ2012限定盤）
1. Smile & Smash（フラッシュアニメ） [1:21]
歌：鬼塚一愛（白石涼子）
作詞：Rock the Tiger、作曲・編曲：tatsuo
2. 理想郷（フラッシュアニメ） [1:32]
歌：椿佐介（下野紘）
作詞：Rock the Tiger、作曲・編曲：大場敏朗
3. 魔法のペテン師 リアリティ☆マジ 〜小田倉くんが歌ってみた〜（フラッシュアニメ） [1:21]
歌：小田倉（堂坂晃三）
作詞：Noria、作曲・編曲：酒井陽一
4. Kiss Miss YABASS!（フラッシュアニメ） [1:51]
歌：矢場沢萌（豊口めぐみ）
作詞：Rock the Tiger、作曲・編曲：大場敏朗
5. 君が好き（フラッシュアニメ） [1:44]
歌：榛葉道流（野島健児）
作詞：Rock the Tiger、作曲・編曲：AYANO
6. 武士節 〜もののふぶし〜（フラッシュアニメ） [1:32]
歌：武光振蔵（三宅健太）
作詞：Rock the Tiger、作曲・編曲：鳴瀬シュウヘイ
7. All things,All need（フラッシュアニメ） [2:03]
歌：笛吹和義（杉田智和）
作詞・作曲・編曲：鳴瀬シュウヘイ
8. おかると あらかると（フラッシュアニメ） [1:49]
歌：結城澪呼（折笠富美子）
作詞：Rock the Tiger、作曲・編曲：大場敏朗
9. 全開!乙女フィルター（フラッシュアニメ） [1:46]
歌：早乙女浪漫（茅野愛衣）
作詞：Rock the Tiger、作曲・編曲：大場敏朗
10. 何スカ?ロンスカ?ロックンロール?! [1:10]
歌：吉備津百香（井上麻里奈）
作詞：Rock the Tiger、作曲・編曲：AYANO
11. スローライフ バトリッシュ（フラッシュアニメ） [1:36]
歌：山野辺邦夫（檜山修之）
作詞：Rock the Tiger、作曲・編曲：酒井陽一
12. 集中ビュビュビューン!（フラッシュアニメ） [1:15]
歌：藤崎佑助（吉野裕行）
作詞・作曲・編曲：鳴瀬シュウヘイ
13. 置き物ラプソディ（フラッシュアニメ） [2:00]
歌：安形惣司郎（関智一）
作詞：Noria、作曲・編曲：大場敏朗
14. D.O.S（フラッシュアニメ） [1:14]
歌：浅雛菊乃（小林ゆう）
作詞：Noria、作曲・編曲：AYANO
15. お気になさらずお気持ちです（フラッシュアニメ） [1:03]
歌：丹生美森（高本めぐみ）
作詞：Noria、作曲・編曲：大場敏朗
16. 誓いの白球（フラッシュアニメ） [1:13]
歌：高橋千秋（佐藤聡美）
作詞：Rock the Tiger、作曲・編曲：酒井陽一

クレジット
| プロデュース               | 河野裕介                 |
| 伊世照明（A.K.A Studio）   |                          |
| 永山尚（sunrise studio）   |                          |
| 阿南恵介（sunrise studio） |                          |
| ミキシングエンジニア       | 伊世照明（A.K.A Studio） |
| レコーディングスタジオ     | A.K.A Studio             |
| レコーディングスタジオ     | sunrise studio           |
| マスタリングエンジニア     | 山形カズヒロ             |
| マスタリングスタジオ       | CDデザイン               |
| ジャケットデザイン         | 五島英一                 |
| プロダクツコーディネーター | 直野五月                 |
| 音楽製作協力               | テレビ東京ミュージック   |
| プロモーション             | 小熊隆弘                 |
| プロモーション             | 宇梶裕司                 |
| セールスプロモーション     | 斉藤雅之                 |
| 製作デスク                 | 山村理香                 |
| 製作デスク                 | 秋元紗矢佳               |
| レーベルマネージャー       | 齊藤淳                   |
| A&R                        | 飯泉朝一                 |

### パーリー!ハレルヤ!
2012年3月7日に発売。CD+DVD盤、通常盤の2種リリース、前者にはDVDが同梱されており、表題曲「パーリー!ハレルヤ!」の「エンディングスペシャルロングver.」、「フラッシュアニメ Music Clip」が収録されている。ディスクジャケットには藤崎佑助、椿佐介、笛吹和義、安形惣司郎が描かれている。イラストはアニメーション制作を手掛けたタツノコプロによる描き下ろし。
表題曲「パーリー!ハレルヤ!」は、テレビアニメ版のエンディングテーマに起用されている。歌は藤崎佑助、椿佐介、笛吹和義、安形惣司郎役の吉野裕行、下野紘、杉田智和、関智一が歌っている。なお、同メンバーは2011年にアニメロミックス、アニメロうた、テレビアニメ公式サイトで開催された『SKET DANCE ガチンコキャラソントーナメント』で準決勝まで勝ち抜いたメンバーである。また、名義は『SKET ROCK』になっている。
カップリング曲の「ダーリー!ダレルヤ!」は、『SKET DANCE ガチンコキャラソントーナメント』の第1回戦の女性敗者キャラクターの鬼塚一愛、矢場沢萌、結城澪呼、早乙女浪漫、浅雛菊乃、丹生美森役の白石涼子、豊口めぐみ、折笠富美子、茅野愛衣、小林ゆう、高本めぐみが歌っており名義も『すけっと"敗者"歌謡』となっている。
本作の発売を記念して3月5日から3月31日まで公式サイトおよびCDで「パーリー!ハレルヤ!」を聴いた後、無料ミニブログtwitter「sketdance_PR」で曲の感想を書き込むとサイン入りCD、色紙がプレゼントされるキャンペーンが実施されている。
2012年3月19日付のオリコン週間シングルチャートで63位を獲得。初動売上は0.1万枚を記録した。また、同日付のBillboard JAPAN Hot Singles Salesで69位、Billboard JAPAN Hot Animationで18位を獲得した。
収録曲
1. パーリー!ハレルヤ! [3:49]
歌：SKET ROCK【藤崎佑助（吉野裕行）、椿佐介（下野紘）、笛吹和義（杉田智和）、安形惣一郎（関智一）】
作詞：酒井陽一・RUCCA、作曲・編曲：酒井陽一
  - テレビアニメ『SKET DANCE』エンディングテーマ
2. ダーリー!ダレルヤ! [4:53]
歌：すけっと"敗者"歌謡【鬼塚一愛（白石涼子）、矢場沢萌（豊口めぐみ）、結城澪呼（折笠富美子）、早乙女浪漫（茅野愛衣）、浅雛菊乃（小林ゆう）、丹生美森（高本めぐみ）】
3. パーリー!ハレルヤ!（Instrumental）
4. ダーリー!ダレルヤ!（Instrumental）

DVD
1. パーリー!ハレルヤ!（エンディング・スペシャル・ロングver.）
2. パーリー!ハレルヤ!（フラッシュアニメ Music Clip）

## コラボレーション

### 世界は屋上で見渡せた
2012年8月29日発売。表題曲「世界は屋上で見渡せた」は、テレビアニメ版のエンディングテーマに起用されている。歌はThe Sketchbookと藤崎佑助、鬼塚一愛、笛吹和義役の吉野裕行、白石涼子、杉田智和が歌っている。ディスクジャケットには藤崎佑助、鬼塚一愛、笛吹和義が描かれている。イラストはアニメーション制作を手掛けたタツノコプロによる描き下ろし。
カップリング曲の「世界は屋上で見渡せた 〜合唱 ver.〜」は、テレビアニメ版第70話のエンディングテーマに使用された。歌は開盟学園生徒会執行部のメンバーである安形惣司郎、榛葉道流、椿佐介、丹生美森、浅雛菊乃役の関智一、野島健児、下野紘、高本めぐみ、小林ゆうが歌っている。
2012年9月10日付のオリコン週間シングルチャートで85位を獲得。初動売上は850枚を記録した。また、同日付のBillboard JAPAN Hot Singles Salesで93位を獲得した。
収録曲
（全作詞・作曲：山中さわお、編曲：酒井陽一）
1. 世界は屋上で見渡せた [4:48]
  - エンディングテーマ
2. 世界は屋上で見渡せた 〜合唱 ver.〜 [4:28]
開盟学園生徒会執行部【安形惣司郎（関智一）、榛葉道流（野島健児）、椿佐介（下野紘）、丹生美森（高本めぐみ）、浅雛菊乃（小林ゆう）】
  - 第70話エンディングテーマ
3. 世界は屋上で見渡せた（Instrumental）
4. 世界は屋上で見渡せた 〜合唱 ver.〜（Instrumental）

DVD（CD+DVD盤のみ同梱）
1. 世界は屋上で見渡せた（ノンテロップエンディング映像）
2. 世界は屋上で見渡せた（フラッシュアニメ Music Clip）

## コンピレーション・アルバム

### THE BEST DANCE
2012年12月19日発売。テレビアニメ版のコンピレーション・アルバムであり、劇中で使用された主題歌、挿入歌が収録されている。
CD+DVD盤、通常盤の2種リリースであり、前者には描き下ろしイラスト収納BOX、描き下ろしイラストコメントミニ色紙、劇中で使用されたオープニング、エンディング映像が収録されたDVDが同梱されている。ディスクジャケットは、CD+DVD盤に藤崎佑助、笛吹和義、鬼塚一愛、吉備津百香、早乙女浪漫、高橋千秋、森下小麻、安形紗綾、美空レミ、通常盤に藤崎佑助が描かれている。イラストはCD+DVD盤を原作者の篠原健太、通常盤をアニメーション制作を手掛けたタツノコプロによる描き下ろし。
収録曲
1. カッコ悪い I love you!
歌：フレンチ・キス
作詞：秋元康、作曲：黒須克彦、編曲：五十嵐"IGAO"淳一
  - オープニングテーマ
2. Comic Sonic
歌：the pillows
作詞・作曲：山中さわお、編曲：the pillows
  - エンディングテーマ
3. 道
歌：The Sketchbook
作詞：Rock the tiger、作曲・編曲：tatsuo
  - オープニングテーマ
4. クローバー
歌：The Sketchbook
作詞：Rock the Tiger、作曲・編曲：tatsuo
  - エンディングテーマ
5. キヲク
歌：The Sketchbook
作詞：Rock the Tiger、作曲・編曲：tatsuo
  - 第25話エンディングテーマ
6. Graffiti
歌：GACKT
作詞：藤林聖子、作曲・編曲：Ryo
  - オープニングテーマ
7. ミルクとチョコレート
歌：ChocoLe
作詞：藤林聖子、作曲・編曲：酒井陽一
  - エンディングテーマ
8. HERO
歌：The Sketchbook
作詞：多田宏、作曲・編曲：tatsuo
  - 第37話エンディングテーマ
9. Message
歌：The Sketchbook
作詞：多田宏、作曲・編曲：tatsuo
  - オープニングテーマ
10. パーリー!ハレルヤ!
歌：SKET ROCK【藤崎佑助（吉野裕行）、椿佐介（下野紘）、笛吹和義（杉田智和）、安形惣司郎（関智一）】
作詞 - 酒井陽一・RUCCA、作曲・編曲：酒井陽一
  - エンディングテーマ
11. Birthday
歌：The Sketchbook
作詞：多田宏、作曲・編曲：tasuo
  - 第48話エンディングテーマ
12. Reboot
歌：everset
作詞：Rock the tiger・緋村剛、作曲・編曲：tatsuo
  - オープニングテーマ
13. Colors
歌：The Sketchbook
作詞：多田宏、作曲・編曲：tasuo
  - エンディングテーマ
14. traveler
歌：The Sketchbook
作詞：多田宏、作曲・編曲：tatsuo
  - 第64話挿入歌
15. Clear
歌：The Sketchbook
作詞：多田宏、作曲・編曲：tatsuo
  - オープニングテーマ
16. 世界は屋上で見渡せた
歌：SKET×Sketch
作詞・作曲：山中さわお、編曲：酒井陽一
  - エンディングテーマ
17. 世界は屋上で見渡せた 〜合唱 ver.〜
歌：開盟学園生徒会執行部【安形惣司郎（関智一）、榛葉道流（野島健児）、椿佐介（下野紘）、丹生美森（高本めぐみ）、浅雛菊乃（小林ゆう）】
作詞・作曲：山中さわお、編曲：酒井陽一
  - 第70話エンディングテーマ
18. Startup
歌：The Sketchbook
作詞：多田宏、作曲・編曲：tatsuo
  - 第77(最終)話エンディングテーマ

DVD（CD+DVD盤のみ同梱）
1. カッコ悪い I love you!
2. Comic Sonic
3. 道
4. クローバー
5. キヲク
6. Graffiti
7. ミルクとチョコレート
8. HERO
9. Message
10. パーリー!ハレルヤ!
11. Birthday
12. Reboot
13. Colors
14. Clear
15. 世界は屋上で見渡せた
16. Startup

## サウンドトラック

### ベストヒットKAIMEI
2011年11月30日に発売。劇中で使用されているBGM、主題歌として起用された「カッコ悪い I love you!」、「Comic Sonic」、「道」、「クローバー」のテレビサイズバージョン、小田倉による楽曲解説が収録されている。
全BGMの作曲、編曲は鳴瀬シュウヘイが手掛けている。ディスクジャケットには、ボッスン、ヒメコ、スイッチ、小田倉が描かれている。また、本作の特設サイトで小田倉による楽曲解説ラジオ番組が全4回配信された。
批評
WEBアニメスタイルの和田穣は、「ロックテイストの楽曲で構成されており、それが高校生を描いた『SKET DANCE』の世界観にマッチしている。」と評した。
収録曲
| トラック | 曲名                                         | 作曲           | 編曲             | 時間 |
| -------- | -------------------------------------------- | -------------- | ---------------- | ---- |
| 01       | INTRO by OTAKURA                             |                |                  | 1:17 |
| 02       | BOOS'N ROLL                                  | 鳴瀬シュウヘイ | 鳴瀬シュウヘイ   | 1:37 |
| 03       | "BOSS'N ROLL" OTAKURA'S comment              |                |                  | 0:46 |
| 04       | ボス男                                       | 鳴瀬シュウヘイ | 鳴瀬シュウヘイ   | 1:14 |
| 05       | "ボス男" OTAKURA'S comment                   |                |                  | 0:26 |
| 06       | Switch...ON!                                 | 鳴瀬シュウヘイ | 鳴瀬シュウヘイ   | 1:29 |
| 07       | "Switch...ON!" OTAKURA'S comment             |                |                  | 0:26 |
| 08       | Switchip-Tune                                | 鳴瀬シュウヘイ | 鳴瀬シュウヘイ   | 1:13 |
| 09       | "Switchip-Tune" OTAKURA'S comment            |                |                  | 0:56 |
| 10       | Gold Princess                                | 鳴瀬シュウヘイ | 鳴瀬シュウヘイ   | 1:27 |
| 11       | "Gold Princess" OTAKURA'S comment            |                |                  | 0:38 |
| 12       | ヒメコ新喜劇                                 | 鳴瀬シュウヘイ | 鳴瀬シュウヘイ   | 1:14 |
| 13       | "ヒメコ新喜劇" OTAKURA'S comment             |                |                  | 0:43 |
| 14       | 侍でござる!                                  | 鳴瀬シュウヘイ | 鳴瀬シュウヘイ   | 2:02 |
| 15       | "侍でござる!" OTAKURA'S comment              |                |                  | 0:26 |
| 16       | 出会いはいつも突然に...                      | 鳴瀬シュウヘイ | 鳴瀬シュウヘイ   | 1:28 |
| 17       | "出会いはいつも突然に..." OTAKURA'S comment  |                |                  | 0:40 |
| 18       | 乙女フィルター、発動                         | 鳴瀬シュウヘイ | 鳴瀬シュウヘイ   | 1:35 |
| 19       | "乙女フィルター、発動" OTAKURA'S comment     |                |                  | 0:42 |
| 20       | だらけたきった先生                           | 鳴瀬シュウヘイ | 鳴瀬シュウヘイ   | 1:30 |
| 21       | "だらけたきった先生" OTAKURA'S comment       |                |                  | 0:27 |
| 22       | 純情少女                                     | 鳴瀬シュウヘイ | 鳴瀬シュウヘイ   | 1:40 |
| 23       | "純情少女" OTAKURA'S comment                 |                |                  | 0:40 |
| 24       | 青春の1ページ                                | 鳴瀬シュウヘイ | 鳴瀬シュウヘイ   | 1:30 |
| 25       | "青春の1ページ" OTAKURA'S comment            |                |                  | 0:36 |
| 26       | きっと......いる                             | 鳴瀬シュウヘイ | 鳴瀬シュウヘイ   | 1:56 |
| 27       | "きっと......いる" OTAKURA'S comment         |                |                  | 0:36 |
| 28       | 百香、参上!                                  | 鳴瀬シュウヘイ | 鳴瀬シュウヘイ   | 1:34 |
| 29       | "百香、参上!" OTAKURA'S comment              |                |                  | 0:38 |
| 30       | アタイはアイドル!?                           | 鳴瀬シュウヘイ | 鳴瀬シュウヘイ   | 1:34 |
| 31       | "アタイはアイドル!?" OTAKURA'S comment       |                |                  | 0:48 |
| 32       | No Good!                                     | 鳴瀬シュウヘイ | 鳴瀬シュウヘイ   | 1:21 |
| 33       | "No Good!" OTAKURA'S comment                 |                |                  | 0:37 |
| 34       | 謎ゲー取説                                   | 鳴瀬シュウヘイ | 鳴瀬シュウヘイ   | 1:07 |
| 35       | "謎ゲー取説" OTAKURA'S comment               |                |                  | 0:32 |
| 36       | 黄老師の魂                                   | 鳴瀬シュウヘイ | 鳴瀬シュウヘイ   | 1:20 |
| 37       | "黄老師の魂" OTAKURA'S comment               |                |                  | 0:30 |
| 38       | お金持ちの優雅なひととき                     | 鳴瀬シュウヘイ | 鳴瀬シュウヘイ   | 1:14 |
| 39       | "お金持ちの優雅なひととき" OTAKURA'S comment |                |                  | 0:32 |
| 40       | Cool&Crazy!                                  | 鳴瀬シュウヘイ | 鳴瀬シュウヘイ   | 1:38 |
| 41       | "Cool&Crazy!" OTAKURA'S comment              |                |                  | 0:22 |
| 42       | スケット団ッス!                              | 鳴瀬シュウヘイ | 鳴瀬シュウヘイ   | 2:23 |
| 43       | "スケット団ッス!" OTAKURA'S comment          |                |                  | 0:28 |
| 44       | Troubleshoot, Complete!                      | 鳴瀬シュウヘイ | 鳴瀬シュウヘイ   | 1:44 |
| 45       | "Troubleshoot, Complete!" OTAKURA'S comment  |                |                  | 0:33 |
| 46       | 2人はナーバス                                | 酒井陽一       | 酒井陽一         | 1:42 |
| 47       | "2人はナーバス" OTAKURA'S comment            |                |                  | 1:03 |
| 48       | まさに大団円                                 | 鳴瀬シュウヘイ | 鳴瀬シュウヘイ   | 1:42 |
| 49       | Speedy & Quickly                             | 鳴瀬シュウヘイ | 鳴瀬シュウヘイ   | 1:43 |
| 50       | アフロでSearch                               | 鳴瀬シュウヘイ | 鳴瀬シュウヘイ   | 1:44 |
| 51       | 怒りの鉄拳 5秒前                             | 鳴瀬シュウヘイ | 鳴瀬シュウヘイ   | 1:31 |
| 52       | 張り詰める緊張感                             | 鳴瀬シュウヘイ | 鳴瀬シュウヘイ   | 1:29 |
| 53       | Concentration!                               | 鳴瀬シュウヘイ | 鳴瀬シュウヘイ   | 1:52 |
| 54       | ありがとう、みんな                           | 鳴瀬シュウヘイ | 鳴瀬シュウヘイ   | 1:51 |
| 55       | ペロペロペロキャン!                          | 鳴瀬シュウヘイ | 鳴瀬シュウヘイ   | 0:34 |
| 56       | 魔法のペテン師 リアリティ☆マジ               | 酒井陽一       | 酒井陽一         | 1:28 |
| 57       | カッコ悪い I love you!（TV size edit.）      | 黒須克彦       | 五十嵐"IGAO"淳一 | 1:34 |
| 58       | Comic Sonic（TV size edit.）                 | 山中さわお     | the pillows      | 1:32 |
| 59       | 道（TV size edit.）                          | tatsuo         | tatsuo           | 1:32 |
| 60       | クローバー（TV size edit.）                  | tatsuo         | tatsuo           | 1:31 |
| 61       | OUTRO by OTAKURA                             |                |                  | 1:06 |

### サーヤと愉快な音楽集
2012年8月29日発売。安形紗綾のキャラクターソング、主題歌のテレビサイズバージョン、BGMが収録されている。BGMの作曲は鳴瀬シュウヘイが手掛けている。ディスクジャケットには安形紗綾が描かれている。イラストはアニメーション制作を手掛けたタツノコプロによる描き下ろし。
収録曲
1. NO COOL BOY [4:07]
歌：安形紗綾（花澤香菜）
作詞・作曲・編曲：クツナテルヨシ
2. 明日ガール [5:21]
歌：安形紗綾（花澤香菜）
作詞・作曲・編曲：依田伸隆
3. complete for you [4:35]
歌：安形紗綾（花澤香菜）
作詞・作曲・編曲：クツナテルヨシ
4. Graffiti（TV size edit.） [1:33]
歌：GACKT
作詞：Shoko Fujibayashi、作曲・編曲：Ryo
  - オープニングテーマ
5. ミルクとチョコレート（TV size edit.） [1:32]
歌：ChocoLe
作詞：藤林聖子、作曲・編曲：酒井陽一
  - エンディングテーマ
6. Message（TV size edit.） [1:31]
歌：The Sketchbook
作詞：多田宏、作曲・編曲：tatsuo
  - オープニングテーマ
7. パーリー!ハレルヤ!（TV size edit.） [1:31]
歌：SKET ROCK【藤崎佑助（吉野裕行）、椿佐介（下野紘）、笛吹和義（杉田智和）、安形惣一郎（関智一）】
作詞：酒井陽一・RUCCA、作曲・編曲：酒井陽一
  - エンディングテーマ
8. ダルンダルン体操 [0:54]
歌：歌のお兄さん（渡邊悠）、歌のお姉さん（小原莉子）
作詞：篠原健太、作曲・編曲：鳴瀬シュウヘイ
9. ジェネシスよ、永遠なれ [1:09]
歌：吉備津百香（井上麻里奈）
作詞：ふでやすかずゆき、作曲・編曲：鳴瀬シュウヘイ
10. ペロペロキャンディ!〜一度食べたら止まらない〜 [0:31]
歌：ペロキャンズ（小原莉子、渡邊悠）
作詞：篠原健太、作曲・編曲：鳴瀬シュウヘイ
11. ますます○○マシュマロ○○☆☆ [1:10]
歌：吉備津百香（井上麻里奈）
作詞：篠原健太・酒井陽一、作曲・編曲：鳴瀬シュウヘイ
12. 今日も愉快に [1:19]
作曲・編曲：鳴瀬シュウヘイ
13. 最近どうよ? [1:30]
作曲・編曲：鳴瀬シュウヘイ
14. 俺に任せな! [1:19]
作曲・編曲：鳴瀬シュウヘイ
15. Cool Switching [1:19]
作曲・編曲：鳴瀬シュウヘイ
16. らんらんヒメ [1:26]
作曲・編曲：鳴瀬シュウヘイ
17. 学園パニック! [1:25]
作曲・編曲：鳴瀬シュウヘイ
18. 僕らのヒーロー [1:02]
作曲・編曲：鳴瀬シュウヘイ
19. 謎!それは美しい [2:05]
作曲・編曲：鳴瀬シュウヘイ
20. まったりEveryday [2:22]
作曲・編曲：鳴瀬シュウヘイ
21. 椿オーバーヒート [1:19]
作曲・編曲：鳴瀬シュウヘイ
22. 清きことそれが正義 [1:53]
作曲・編曲：鳴瀬シュウヘイ
23. G-ANGEL [2:25]
作曲・編曲：鳴瀬シュウヘイ
24. 血塗られた工芸用具 [1:45]
作曲・編曲：鳴瀬シュウヘイ
25. My Cymbals [1:37]
作曲・編曲：鳴瀬シュウヘイ
26. いっしょに踊りましょ♪ [1:28]
作曲・編曲：鳴瀬シュウヘイ
27. 恥ずかしーぃ! [1:25]
作曲・編曲：鳴瀬シュウヘイ
28. 俺たちを信じろ! [1:34]
作曲・編曲：鳴瀬シュウヘイ
29. 立ち向かう先にあるものは [1:07]
作曲・編曲：鳴瀬シュウヘイ
30. 全ての謎は解けた [4:09]
作曲・編曲：鳴瀬シュウヘイ
31. 鬼姫の心奥底 [2:10]
作曲・編曲：鳴瀬シュウヘイ
32. 静かなる暴走 [0:37]
作曲・編曲：鳴瀬シュウヘイ
33. 新たな明日へ [1:36]
作曲・編曲：鳴瀬シュウヘイ
34. 父親からの手紙 [1:29]
作曲・編曲：鳴瀬シュウヘイ
35. 別れの日 [2:03]
作曲・編曲：鳴瀬シュウヘイ
36. それでも前へ [1:46]
作曲・編曲：鳴瀬シュウヘイ
37. なにもかも受け止めて [1:07]
作曲・編曲：鳴瀬シュウヘイ
38. 昼下がりの部室 [1:22]
作曲・編曲：鳴瀬シュウヘイ
39. 素直に...なれない! [1:24]
作曲・編曲：鳴瀬シュウヘイ
40. 賑やかな休み時間 [1:31]
作曲・編曲：鳴瀬シュウヘイ
41. 戦いは続く [1:39]
作曲・編曲：鳴瀬シュウヘイ
42. 我らスケット団 [1:32]
作曲・編曲：鳴瀬シュウヘイ
43. 解決ラプソディ [1:41]
作曲・編曲：鳴瀬シュウヘイ
44. また逢う日まで [0:33]
作曲・編曲：鳴瀬シュウヘイ

## DVD特典CD
DVDの初回限定版の特典として同梱されているCD。各巻に1枚同梱されておりドラマ、インターネットラジオ『POP! SKET! DANCE!』の既存の配信回のディレクターズカット版が収録されている。また、体験入学版のみドラマに加えて2010年ジャンプスーパーアニメツアーで使用されたBGM「Phantom The S.K.T.」、藤崎佑助のキャラクターソング「集中ビュビュビューン」の1コーラスバージョンが収録されている。
体験入学版
1. さすがスイッチ!〜奪われたゴーグル 権征旺盛七人衆の乱（序章） [9:36]
2. Phantom The S.K.T. [2:32]
  - 2010年ジャンプスーパーアニメツアーBGM
3. 集中ビュビュビューン [1:14]
歌：藤崎佑助（吉野裕行）
作詞・作曲・編曲：鳴瀬シュウヘイ

第1巻
1. ペパーミント侍・修行編
2. スイッチファイル Ver.1.00
3. インターネットラジオ『POP! SKET! DANCE!』第1回ディレクターズカット版

第2巻
1. ピーター・パン 孤軍奮闘記
2. スイッチファイル Ver.2.00
3. インターネットラジオ「POP! SKET! DANCE!」第2回ディレクターズカット版

第3巻
1. シニアボスはお腰がななめ
2. スイッチファイル Ver.3.00
3. インターネットラジオ「POP! SKET! DANCE!」第3回ディレクターズカット版

第4巻
1. ガチンコ・ビバゲー・バトル -キャプテン・ヤバス-
2. スイッチファイル Ver.4.00
3. インターネットラジオ「POP! SKET! DANCE!」第4回ディレクターズカット版

第5巻
1. スケット・ダンス 夏休みスペシャル
2. スイッチファイル Ver.5.00
3. インターネットラジオ「POP! SKET! DANCE!」第5回ディレクターズカット版

第6巻
1. クラブルームで髪を切る101の方法
2. スイッチファイル Ver.6.00
3. インターネットラジオ「POP! SKET! DANCE!」第6回ディレクターズカット版

第7巻
1. 舌戦!ペェーローランド!!
2. スイッチファイル Ver.7.00
3. インターネットラジオ「POP! SKET! DANCE!」第7回ディレクターズカット版

第8巻
1. リトルプリンセスは寄り道がお好き
2. リトルプレジデントは今日も人騒がせ
3. インターネットラジオ「POP! SKET! DANCE!」第8回ディレクターズカット版

第9巻
1. おねえさん、今日もがんばる
2. 部室トークのコーナー
3. インターネットラジオ「POP! SKET! DANCE!」第9回ディレクターズカット版

第10巻
1. モモカのシンデレラ劇場
2. 部室トーク 照子の小部屋
3. インターネットラジオ「POP! SKET! DANCE!」第10回ディレクターズカット版

第11巻
1. "ウエスト・ダンス"
2. 生徒会の部屋 特別GUESTの回
3. インターネットラジオ「POP! SKET! DANCE!」第11回ディレクターズカット版

第12巻
1. クイズ研究部恒例バトルQ!
2. 部室トークのコーナー in クイズ研究部
3. インターネットラジオ「POP!SKETCH!BOOK!」番外編ディレクターズカット版

第13巻
1. きぐるみぶれいく サイドB
2. 部室トークのコーナー・熱闘編
3. インターネットラジオ「POP! SKET! DANCE!」第12回ディレクターズカット版

第14巻
1. Mr.スランプ円太ちゃん
2. 部室トークのコーナー 漫画研究部編
3. インターネットラジオ「POP! SKET! DANCE!」第13回ディレクターズカット版

第15巻
1. キャプテンの手紙
2. 部室トークヤバ沢さん七変化の回
3. インターネットラジオ「POP! SKET! DANCE!」第14回ディレクターズカット版

第16巻
1. ハッピー文化祭イヴ!
2. 機内トークのコーナー
3. インターネットラジオ「POP! SKET! DANCE!」第15回ディレクターズカット版

第17巻
1. いま、会いに行きます?
2. 椿の部屋トークのコーナー
3. インターネットラジオ「POP! SKET! DANCE!」第16回、第17回ディレクターズカット版

セカンド・ダンス 第1巻
1. 燃えろファルケン
2. 燃えろ部室トークのコーナー
3. インターネットラジオ「POP! SKETCH! BOOK!」第1回ディレクターズカット版

セカンド・ダンス 第2巻
1. 6禁ホラー賞
2. 部室トークのコーナー
3. インターネットラジオ「POP! SKETCH! BOOK!」第2回ディレクターズカット版

セカンド・ダンス 第3巻
1. 年末の堕剣士
2. 年始の調理師
3. インターネットラジオ「POP! SKETCH! BOOK!」第3回ディレクターズカット版

セカンド・ダンス 第4巻
1. マツイ・デカダンス
2. デカ部室トークのコーナー
3. インターネットラジオ「POP! SKETCH! BOOK!」第4回ディレクターズカット版

セカンド・ダンス 第5巻
1. 妹を心配する兄を心配する友
2. 妹を溺愛する兄に追跡される友
3. インターネットラジオ「POP! SKETCH! BOOK!」第5回ディレクターズカット版

セカンド・ダンス 第6巻
1. いたいけな果実
2. お風呂トークのコーナー
3. インターネットラジオ「POP! SKETCH! BOOK!」第6回ディレクターズカット版

セカンド・ダンス 第7巻
1. ロマンにライバル登場!?激アツ真っ向勝負!
2. その後のファミレストークのコーナー
3. インターネットラジオ「POP! SKETCH! BOOK!」第7回ディレクターズカット版

セカンド・ダンス 第8巻
1. ロボット・ダンス
2. 研究所トークのコーナー/ドクタースイッチの逆襲
3. インターネットラジオ「POP! SKETCH! BOOK!」第8回ディレクターズカット版

セカンド・ダンス 第9巻
1. クリスマスカード
2. インターネットラジオ「POP! SKETCH! BOOK!」第9回ディレクターズカット版